# Pernette Osinga
Pernette Osinga (1967) is een voormalig Nederlandse schermster. Ze nam negentien keer deel aan de Nederlands schermkampioenschappen en won zes keer: in 1988, 1991, 1993 en 1995 op degen en in 1989 en 1992 op floret. Ook vertegenwoordigde ze Nederland op verschillende grote internationale wedstrijden. Tot haar beste prestaties behoren het winnen van een gouden medaille op de militaire wereldspelen, de gouden beker van de Masters in 1990 (een prestigieuze competitie tussen de beste acht dames van de wereldranglijst degen) en de bronzen medaille op het wereldkampioenschap (Havana, 1992) en een bronzen medaille op het Europees kampioenschap (Wenen, 1991). Ze werd opgenomen in het boek 'Top 500 - beste Nederlandse sporters' (1999, Anton Witkamp & Leo van de Ruit). Een hardnekkige kruisbandblessure deed haar eind jaren negentig besluiten te stoppen met topsport. De UNESCO onderscheidde Osinga in 1994 met de Pierre de Coubertin Fair Play Trophy.  In november 2012 is Osinga door de Nederlandse schermbond benoemd tot lid van verdienste. In februari 2016 ontving zij de Carrière Scherm-Oscar 2015 voor haar grote verdienste voor de Nederlandse Schermsport.
Osinga studeerde rechtsgeleerdheid aan de Universiteit Utrecht. Hierna was zij als aio verbonden aan de Vrije Universiteit in Amsterdam, waar zij binnen de vakgroep Sociaal Recht onderzoek deed op het gebied van topsport. Tevens stond zij aan de basis van het vak (en later de vakgroep) Sport en Recht. Ook diende Osinga gedurende zes jaar als officier bij de Koninklijke Luchtmacht. Voor haar inzet en activiteiten ontving zij in die tijd de Silver Star onderscheiding vanuit het ministerie van Defensie.
Tegenwoordig is Osinga actief als schermcoach, personal trainer en manager van atleten met haar eigen bedrijf HeartWork. 

## Titels
- Nederlands kampioene degen - 1988, 1991, 1993, 1995
- Nederlands kampioene floret - 1989, 1992

## Palmares

### degen
- 1989: 28e WK in Denver
- 1990: 11e WK in Lyon
- 1991:  3e EK in Wenen
- 1991: 20e WK in Boedapest
- 1992:  3e WK in Havanna
- 1993: 51e WK in Essen
- 1994: 10e WK in Athene
- 1995: 35e WK in Den Haag
- 1997: 10e EK in Gdansk
- 1997: 59e WK in Kaapstad